# خوان بلنکوسو
خوان بلنکوسو (انگلیسی: Juan Belencoso؛ زادهٔ ۱ سپتامبر ۱۹۸۱) بازیکن فوتبال اهل اسپانیا است.
از باشگاه‌هایی که در آن بازی کرده‌است می‌توان به باشگاه فوتبال لوگو، باشگاه فوتبال آلباسته بالومپیه، باشگاه ورزشی کیتچی، گروه ورزشی شاوش، باشگاه فوتبال پرسیب باندونگ، و باشگاه فوتبال کادیس اشاره کرد.